# Nicer, fill de Clutoso
Nicer, fill de Clutoso o en la forma del llatí Nicer Clutosi, va ser un príncep dels galaics, fill de Clutoso, que va governar sobre la tribu dels albions durant el segle iv.
Tenim constància del seu nom per les restes epigràfiques trobats en 1932 a la desembocadura del riu Eo, en A Veiga, on es va descobrir l'estela de Nicer, príncep dels albions (princeps Albionum). L'estela està exposada al Museu Arqueològic d'Astúries, a Oviedo.
La inscripció de l'estela és la següent: "XP TOPÒNIMS CLUTOSI Ɔ CARIACA PRINCIPIS ALBIONUM UN LXXV HIC S EST" (Nicer, [fill] de Clutoso [del castro] de Cariaca, [de la casa] del príncep dels Albions, de 75 anys, es troba aquí).